# Храм Державної ікони Божої Матері (Донецьк)
Храм Державної ікони Божої Матері (рос. Храм Державной иконы Божией Матери) — православний храм Шахтинської єпархії, Донецьке благочиння, в місті Донецьку Ростовської області.
Адреса храму: Ростовська область, місто Донецьк, проспект Миру, 97.

## Історія
В 1996 році міська адміністрація Донецька виділила під молитовний будинок колишній склад і земельну ділянку в безоплатне користування. Указом Ростовської–на–Дону Єпархії першим настоятелем призначений протоієрей Олександр Волков і утворений прихід. Отець Олександр на новому місці служіння встиг підняти стіни нового храму. Проект дзвіниці реалізовував його наступник — протоієрей Сергій Моргун. Завершення будівництва потім затягнулося. 15 травня 2009 року на службу в споруджуваний храм прибув молодий священик ієрей Володимир Татаркін. У 2011 році храм під керівництвом архітектора Старих був зведений (за його проектом побудовано також Церква Покрови Пресвятої Богородиці в сусідньому Кам'янську-Шахтинському). У 2014 році на ньому були встановлені куполи та дзвони. У цьому ж році він був освячений.
В храмі проводиться не тільки служба, але й духовно-просвітницька місіонерська і соціальна діяльність. Утворено сестринство, яке надає соціальну допомогу малозабезпеченим, багатодітним, біженцям, а також забезпечує харчами міський Центр допомоги сім'ї і дітям і два будинки пристарілих. При храмі відкрита недільна школа «Держава», будується трапезна.
Зупинку громадського транспорту, яка раніше називалася «37-й магазин», перейменували в «Державний храм».

## Фотогалерея

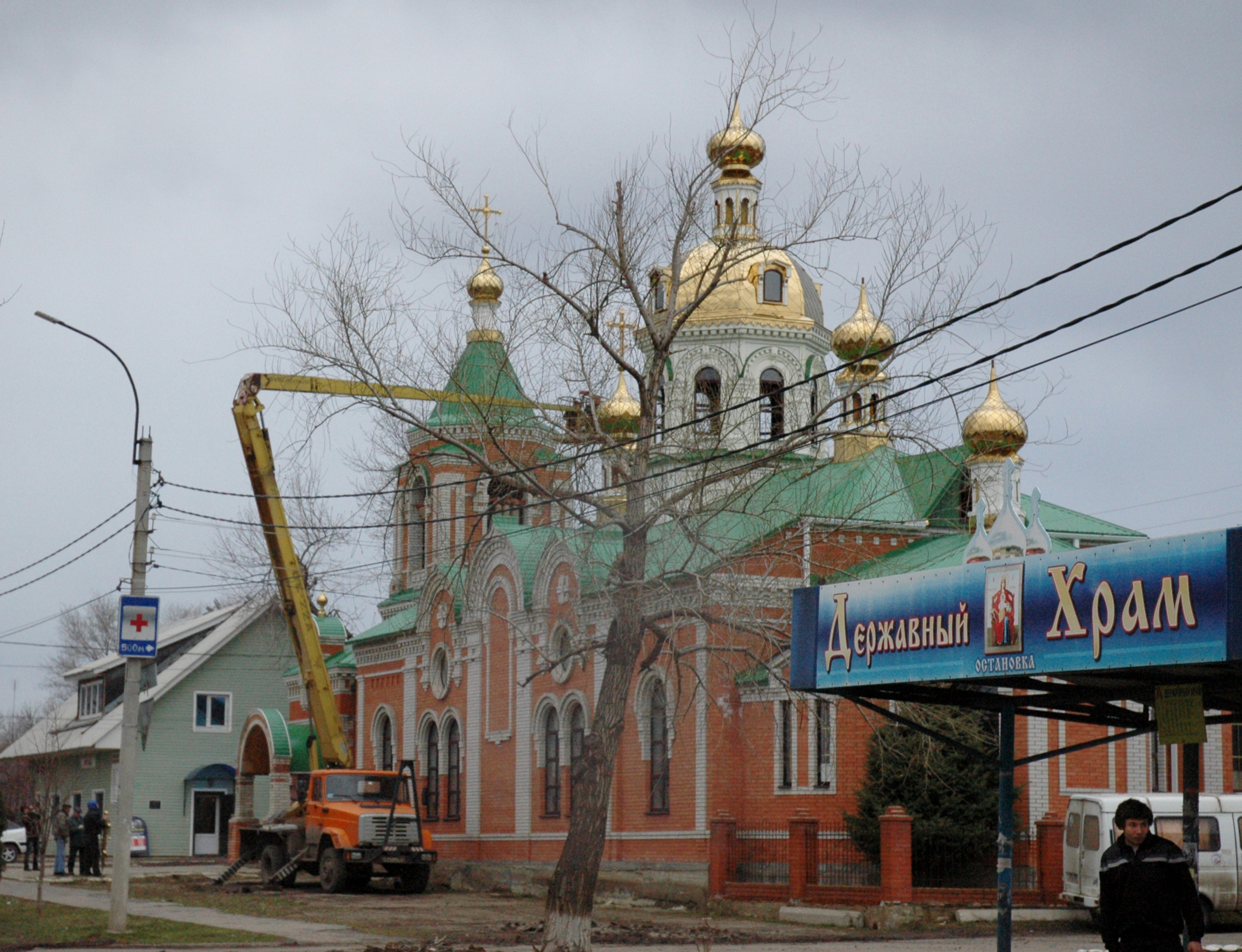
Зупинка імені храму
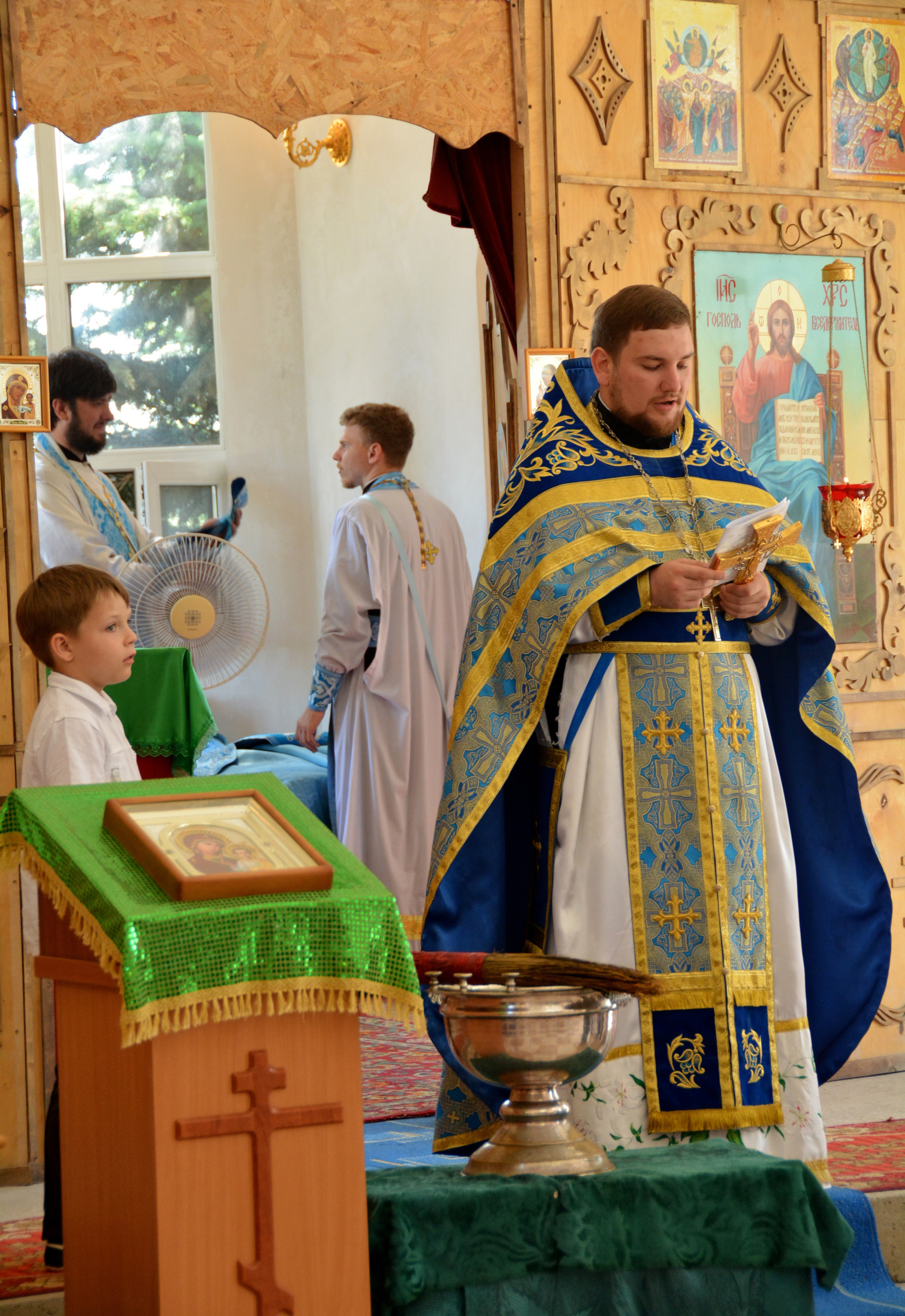
Ієрей Володимир Татаркін
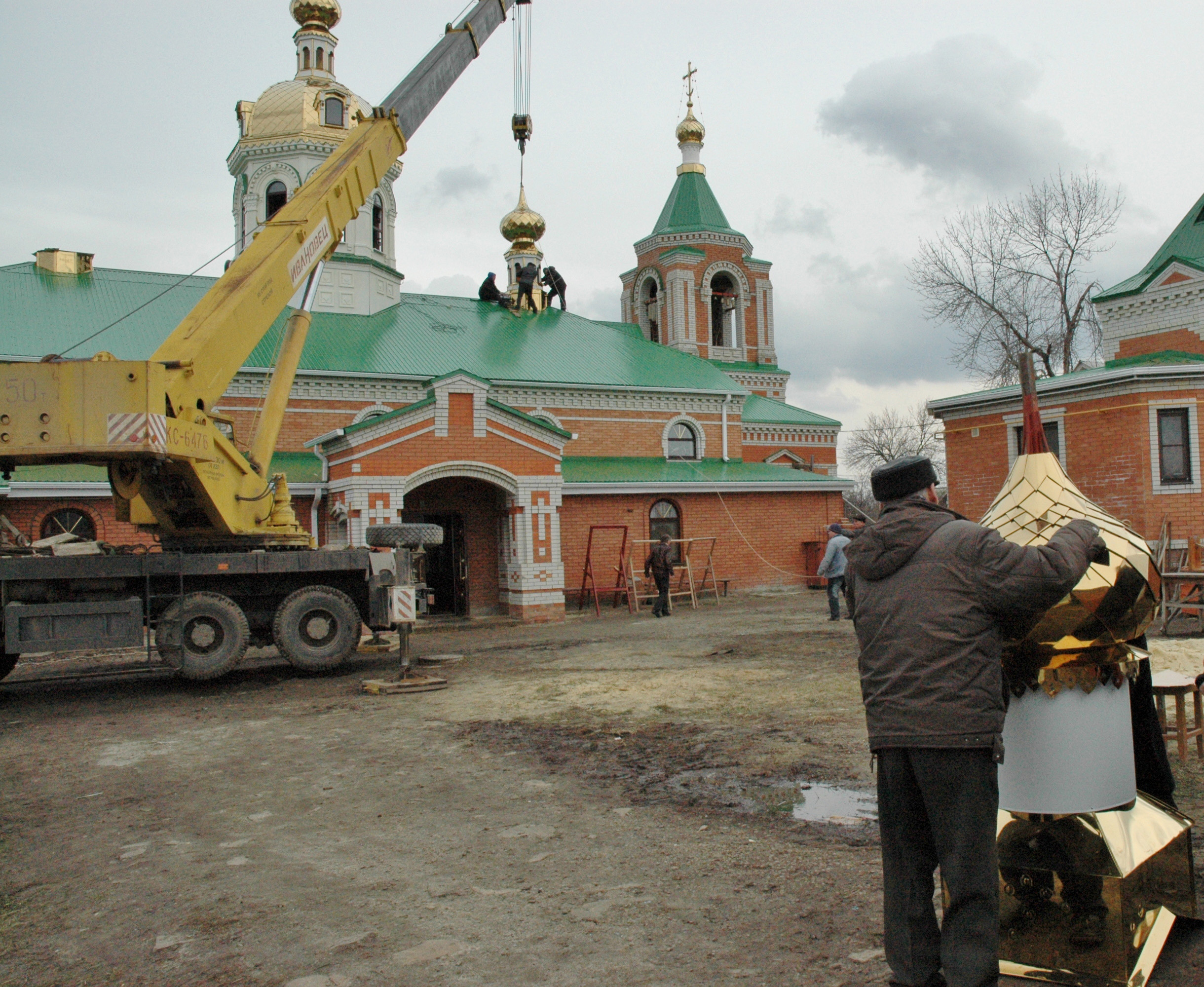
Встановлення куполів